# カスカテッリ
カスカテッリ(Cascatelli)は、ショートパスタの1つである。平らな帯状で、襞が帯とは直角に、互いに平行に突き出た形状をしている。襞はパスタに食感を与え、またソースが絡む窪みを作り出している。
このパスタの形は、2019年に食品を扱うポッドキャスト配信者でアメリカ人のダン・パシュマンがニューヨークのパスタ専門店Sfogliniとともに開発した。形は、ブカティーニとマファルディーネを組み合わせたものであり、半管状の部分とリボン型の襞からなっている。パシュマンの好むパスタの形に合せたものである。

## 名前
名前は、イタリア語で「滝」を意味するcascateに由来する。cascatelleは「小さな滝」という意味である。パシュマンは、伝統的なパスタの名前がしばしば「小さい」という意味を持たせるため、男性名詞複数形の指小辞である-ini、-elli、-illi、-ettiで終わることから、これらの音に似せるために、語尾を-elliとすることに決めた。イタリア語で滝の複数形の正しい綴りはcascatelleであることは知っていたが、「詩的な破格とすることもできると思う。語尾を-iとしてcascatelliとすれば、よりパスタの名前のようになる」と主張した。この名前は、2021年3月にアメリカ合衆国でパスタの名称として商標登録された。他の名前の候補としては、イタリア語で恐竜、ヤスデ、ヘ音記号を意味する名前等があった。

## 歴史

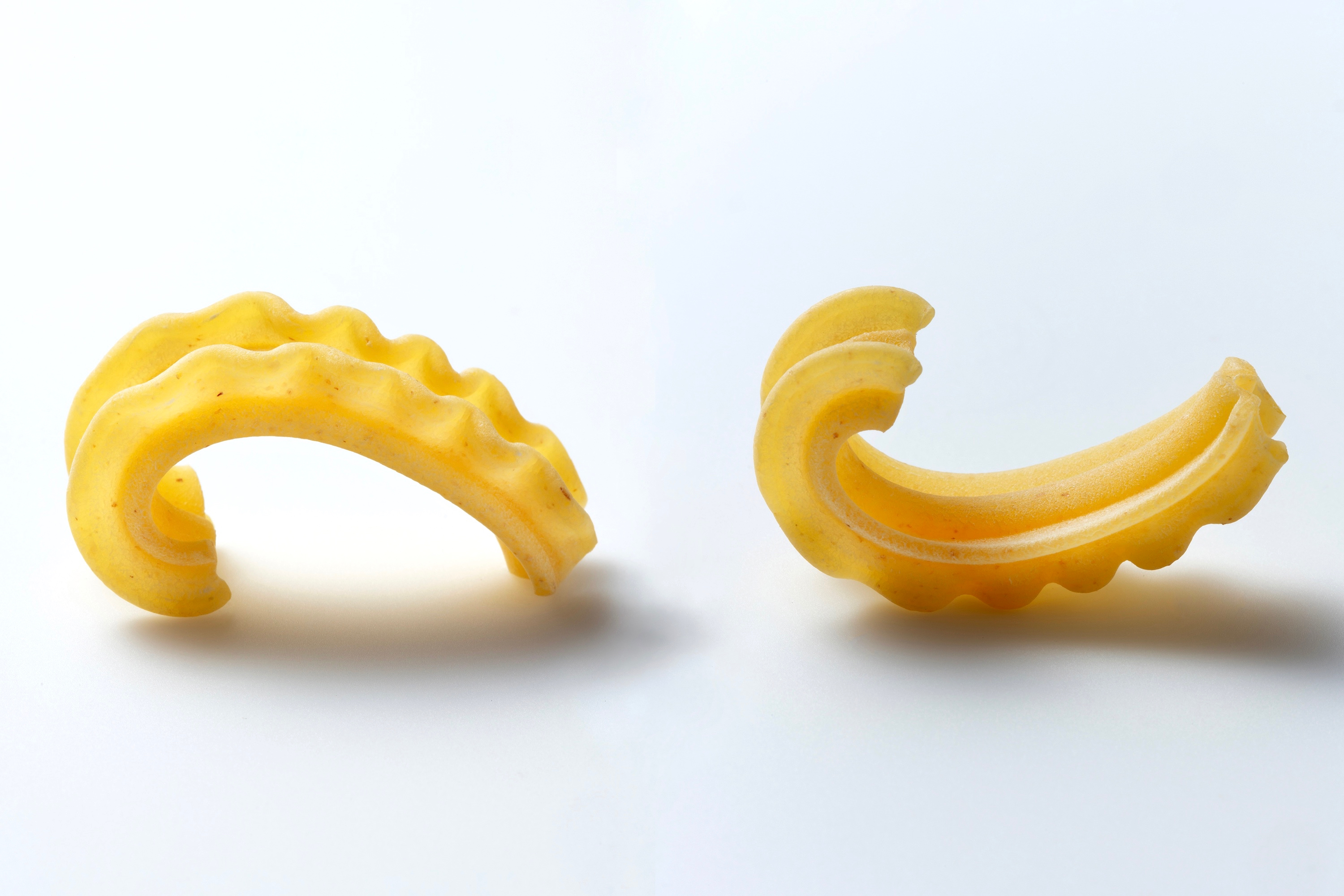

ポッドキャストThe Sporkfulを配信していたドン・パシュマンは、完璧な噛み心地、魅力的な食感、適切な量のソースとの絡みを持つ、新しい「理想的」なパスタの形を作り出すことを決心した。アメリカ合衆国のパスタ店Sfogliniがこれに協力した。
パシュマンは、パスタの形の質を表す3つの用語を作った。
1. "Forkability" – フォークで掬いやすく乗せやすいこと
2. "Sauceability" – ソースが良く絡むこと
3. "Toothsinkability" – 噛み心地が良いこと

このパスタは、3年間の研究と開発の後、2021年に発売された。この過程は、ポッドキャストThe Sporkfulの"Mission: ImPASTAble"というシリーズで記録されている。

## 組成と利用

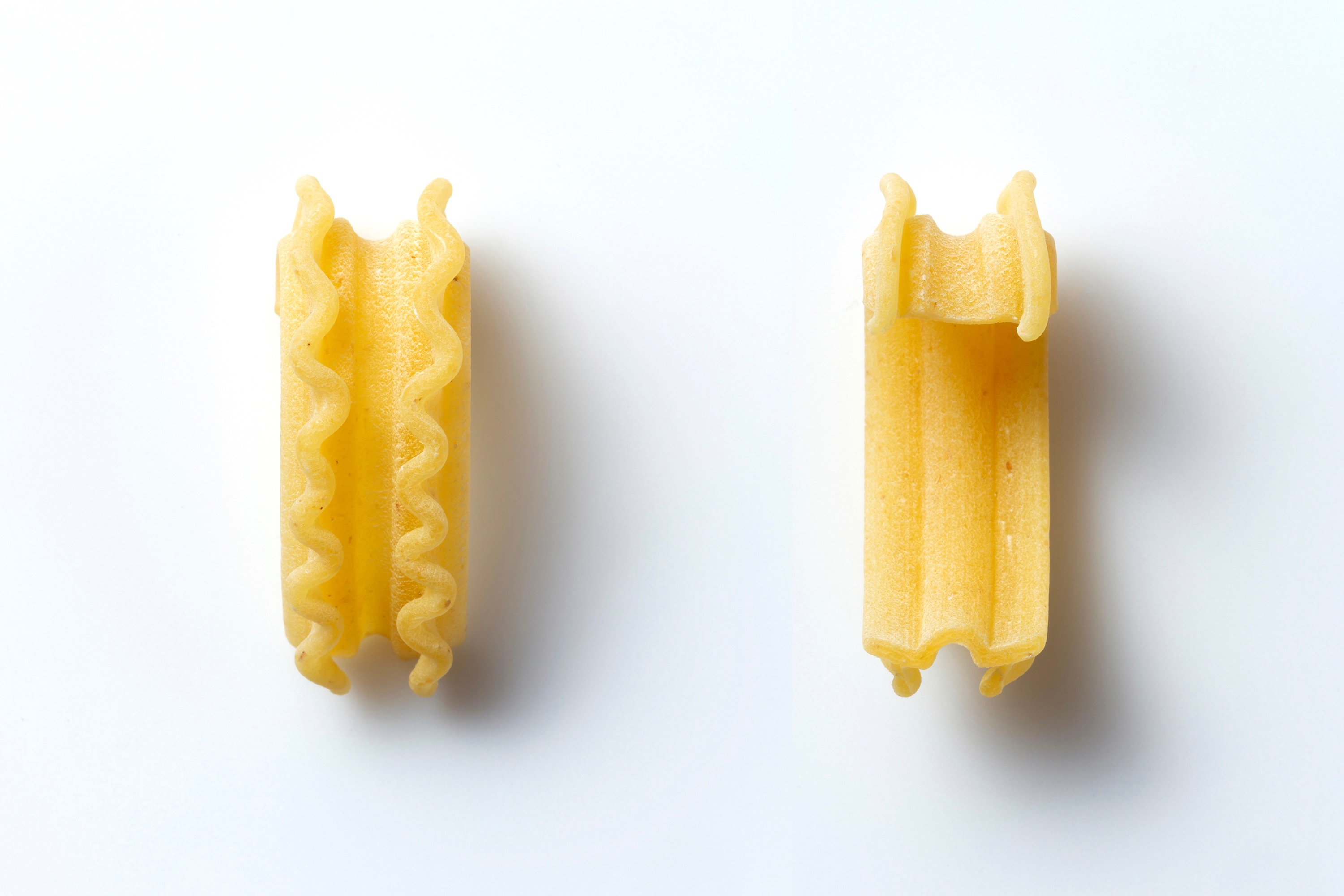

カスカテッリは、デュラムコムギと水、またはセモリナから作られる。加熱時間は13-17分とされている。